# Titularbistum Fronta
Fronta war eine antike Stadt in der römischen Provinz Mauretania Caesariensis im Norden von Algerien.
Fronta ist ein ehemaliges Bistum der römisch-katholischen Kirche und heute ein Titularbistum.
| Titularbischöfe von Fronta |                          |                                          |                  |                |
| Nr.                        | Name                     | Amt                                      | von              | bis            |
| 1                          | Tadeu Henrique Prost OFM | Weihbischof in Belém do Pará (Brasilien) | 23. August 1962  | 2. August 1994 |
| 2                          | Josef Grünwald           | Weihbischof in Augsburg (Deutschland)    | 21. Februar 1995 |                |